# 大叶水龙骨
大叶水龙骨（学名：Goniophlebium niponicum），又名疏毛水龙骨，为水龙骨科水龙骨属下的一个种。

## 扩展阅读
- 維基物種上的相關：大叶水龙骨